# LXXXII. Armeekorps
LXXXII. Armeekorps var en tysk armékår under andra världskriget. Kåren organiserades den 25 maj 1942.

## Operation Nordwind

### Organisation
Armékårens organisation den 31 december 1944:
- 416. Infanterie-Division

## Befälhavare
Kårens befälhavare:
- General der Infanterie Alfred Böhm-Tettelbach 25 maj 1942-31 oktober 1942
- General der Infanterie Ernst Dehner  31 oktober 1942–1 april 1943
- General der Pioniere Erwin Jänecke  1 april 1943–1 juni 1943
- General der Infanterie Ernst Dehner  1 juni 1943–10 juli 1943
- General der Artillerie Johann Sinnhuber  10 juli 1943–1 september 1944
- General der Infanterie Walter Hörnlein  1 september 1944–30 januari 1945
- General der Infanterie Walther Hahm  30 januari 1945–1 april 1945
- Generalleutnant Theodor Tolsdorff  1 april 1945–15 april 1945
- General der Infanterie Walter Lucht  15 april 1945–20 april 1945
- Generalleutnant Theodor Tolsdorff  20 april 1945–8 maj 1945

Stabschef:
- Oberst Wilhelm von Ditfurth 25 maj 1942-14 februari 1943
- Oberstleutnant Heinrich von Sybel 14 februari 1943-20 februari 1944
- Oberst Rudolf-Christoph von Gersdorff  20 februari 1944–28 juli 1944
- Oberstleutnant Hans-Ewald von Kleist  30 juli 1944–25 november 1944
- Oberst Ingelheim genannt Echter von und zu Mespelbrunn  25 november 1944–1 april 1945